# Liste des districts de l'Arunachal Pradesh
En 2013, l'état de l'Arunachal Pradesh est subdivisé en 16 districts:

L'Arunachal Pradesh (en rouge) dans la carte de l'Inde (en beige).

## Liste des districts
| Sigle | District              | Chef-lieu | Population (2011) | Superficie (km2) | Densité (2011) |
| ----- | --------------------- | --------- | ----------------- | ---------------- | -------------- |
| TI    | Tirap                 | Khonsa    | 11 199            | 362              | 47             |
| WK    | Kameng occidental     | Bomdila   | 87 013            | 7 422            | 12             |
| EK    | Kameng oriental       | Seppa     | 78 413            | 4 134            | 19             |
| ES    | Siang oriental        | Pasighat  | 99 019            | 4 005            | 25             |
| LB    | Bas Subansiri         | Ziro      | 82 839            | 3 460            | 24             |
| UB    | Haut Subansiri        | Daporijo  | 83 205            | 7 032            | 12             |
| WS    | Siang occidental      | Along     | 112 272           | 8 325            | 12             |
| EL    | Lohit                 | Tezu      | 145 538           | 2 402            | 61             |
| TA    | Tawang                | Tawang    | 49 950            | 2 085            | 24             |
| CH    | Changlang             | Changlang | 147 951           | 4 662            | 32             |
| PA    | Papum Pare            | Yupia     | 176 385           | 2 875            | 61             |
| US    | Haut Siang            | Yingkiong | 33 146            | 6 188            | 5              |
|       | Vallée du bas Dibang  | Roing     | 53 986            | 3 900            | 14             |
| UD    | Vallée du Haut Dibang | Anini     | 7 948             | 9 129            | 1              |
|       | Kurung Kumey          | Koloriang | 89 717            | 8 818            | 10             |
| AJ    | Anjaw                 | Hawai     | 21 089            | 6 190            | 3              |
| LD    | Longding              | Longding  | 60 000            | 1 200            | 50             |
|       | Namsai                | Namsai    | 95 950            | 1 587            | 60             |
|       | Kra Daadi             | Jamin     | 22 290            | 2 202            | 10             |
|       | Siang oriental        | Pasighat  | 31 920            | 2 919            | 11             |
|       | Bas Siang             | Likabali  | 80 597            |                  |                |
|       | Kamle                 | Raga      | 22 256            | 200              | 111            |
|       | Shi-Yomi              | Tato      | 13 310            | 2 875            | 5              |
|       | Lepa-Rada             | Basar     |                   |                  |                |
|       | Pakke-Kessang         | Lemmi     |                   |                  |                |